# Damora paupercula
Damora paupercula är en fjärilsart som beskrevs av Émile Louis Ragonot 1885. Damora paupercula ingår i släktet Damora och familjen praktfjärilar. Inga underarter finns listade i Catalogue of Life.